# Філаго
Філаго, Філаґо (італ. Filago) — муніципалітет в Італії, у регіоні Ломбардія,  провінція Бергамо.
Філаго розташоване на відстані близько 480 км на північний захід від Рима, 34 км на північний схід від Мілана, 12 км на південний захід від Бергамо.
Населення — 3200 осіб (2014).
Щорічний фестиваль відбувається 15-16 серпня. Покровителька — Богородиця Небовзята.

## Демографія
Населення за роками:

Станом на 1 січня 2023 року в муніципалітеті офіційно проживали 264 іноземці з 34 країн, серед них 60 громадян країн Євросоюзу та 6 громадян України.

## Сусідні муніципалітети
- Бонате-Сотто
- Боттануко
- Брембате
- Капріате-Сан-Джервазіо
- Дальміне
- Мадоне
- Озіо-Сопра
- Озіо-Сотто